# الکس کرافورد
الکس کریستین کرافورد (متولد ۱۵ آوریل ۱۹۶۳) یک روزنامه‌نگار انگلیسی است که در حال حاضر به عنوان خبرنگار ویژه برای اخبار آسمان مستقر در آفریقای جنوبی کار می‌کند.

## زندگی شخصی
کرافورد در سال ۱۹۶۳ در نیجریه از یک مادر چینی و یک پدر اسکاتلندی متولد شد. او در نیجریه، زامبیا و زیمبابوه تحصیل کرده و در دانشکده کوه‌های سالن کنت در کنت تحصیل کرده‌است.
او در حال حاضر در ژوهانسبورگ، آفریقای جنوبی با همسرش، روزنامه‌نگار ورزشی ریچارد ادموندسون و چهار فرزند زندگی می‌کند.

## حرفه
کرافورد اولین بار در روزنامه‌ای در ووکینگام بار مشغول به کار بود، و در حال تکمیل یک دوره روزنامه‌نگاری در نیوکاسل بود. او بعداً برای بی‌بی‌سی و برای (TV-am) مشغول به کار شد تا قبل از پیوستن به اخبار آسمان که در سال ۱۹۸۹ راه اندازی شد. او به عنوان یک خبرنگار خارجی برای اخبار آسمان در سال ۲۰۰۵ کار کرد. کرافورد در خلیج فارس و خاورمیانه گزارش تهیه کرده و اخیراً شورش‌های بهار عربی در تونس، مصر، بحرین و لیبی را پوشش داده‌است. او پنج بار از سوی انجمن تلویزیون سلطنتی به عنوان روزنامه‌نگار سال به نام «خبرنگار سال» نامزد شد. کار او توسط انجمن مطبوعات خارجی در سال‌های ۲۰۰۷، ۲۰۰۸، ۲۰۰۹، و ۲۰۱۰ به رسمیت شناخته شده‌است.

## پوشش جنگ داخلی لیبی
کرافورد در ۲۰۱۱ جنگ داخلی لیبی را تحت پوشش قرار داد. او به‌طور گسترده‌ای برای گزارش زنده خود در مورد صحنه نبرد طرابلس ستایش شد. او اولین روزنامه‌نگار تلویزیونی بود که با شورشیان به لیبی وارد شد. او با یک کاروان شورشی به قلب طرابلس، فیلمبرداری مستقیم فیلم‌های زنده پیشرفت‌های شورشی را انجام داد، که با مقاومت کمی از نیروهای طرفدار قذافی به میدان سبز میرسید. او جلیقه ضدگلوله کوتاهی را پوشید و اعلام کرد که او هیچ خطری را احساس نمی‌کند، اما از آن به عنوان احتیاطی علیه شلیک گلوله‌ها استفاده می‌کند. او همچنین حملهٔ باب‌العزیزیه را از خارج از صحنه نبرد شاهد بود و یکی از اولین روزنامه نگاران بود که پس از پایان حمله، داخل منطقه شد.

## پوشش مقابله با ماله شمالی
کرافورد در زمینه پوشش درگیری در شمال مالی از ۱۵ ژانویه ۲۰۱۳ تا پایان عملیات نظامی فرانسه فعالیت داشت.در تیم اخبار آسمان او اولین کسی بود که پس از آزادسازی نیروهای فرانسوی از تیمبوکتو وارد شهر شد.

## انتشارات
1. کلاه سرهنگ قذافی. لندن: کالینز، ۲۰۱۲
2. چگونه در یک منطقه جنگی زنده بمانیم. لندن: کالینز ۲۰۱۲